# Atributivní frakce
Atributivní frakce (AF = Attributable Fraction) udává poměr nemoci, za který je zodpovědné konkrétní riziko (RF – rizikový faktor). Jinými slovy je to poměr nemocných, kteří onemocněli kvůli konkrétnímu RF, lomeno všem nemocným.
Při zveřejňování AF je nutné uvádět pravděpodobnost výsledku (CI= confidence interval) a směrodatnou odchylku. Pravděpodobnost a stochastická matematika je podstatou moderní epidemiologie.

## AF princip vyjádřený vzorcem
Konkrétní riziko (RF) zodpovídá za část nemocných. Princip lze vyjádřit vzorcem. Vzorec nelze v praxi použít, má pouze edukativní význam.
AF= a1/ (a+c)
Kde:
a1 je ta část nemocných v riziku, která onemocněla jen kvůli riziku (pokud by ho neměli, byli by zdraví)
a+c jsou všichni nemocní
a1 je hypotetická veličina, nelze měřit, ale musí se oklikou vypočítat. U jedince není možné zjistit, zda onemocněl pouze kvůli konkrétnímu RF nebo i z jiných příčin. V populační epidemiologii však lze vypočítat, kolik procent populace onemocní s určitým RF a kolik bez něj.

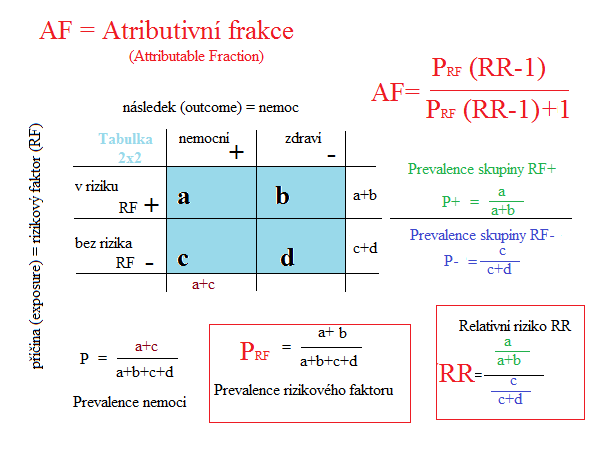
Atributivní frakce

Obrázek ukazuje, v čem je tento ukazatel zvláštní. Jako jediný používá prevalenci rizika (prevalence rizikového faktoru).
Nesmí se splést s prevalencí onemocnění, ta se počítá odlišně. Ve vzorci pro výpočet AF se objeví i prevalence skupiny v riziku (čitatel relativního rizika) a prevalence skupiny bez rizika (jmenovatel relativního rizika).

## AF historicky původní vzorec
Poprvé vzorec AF zveřejnil Levin v roce 1953 v této podobě:
{\displaystyle AF={\frac {P{\bigl (}RR-1{\bigr )}}{P{\bigl (}RR-1{\bigr )}+1}}}
Kde:
P je prevalence rizikového faktoru v populaci P = a+b / a+b+c+d
RR (Relative Risk) je relativní riziko, které se vypočte jako prevalence nemoci populace v riziku (kuřáci) lomeno prevalence nemoci populace bez rizika (nekuřáci).
RR=(a/a+b)/(c/c+d)
V současné době se AF ručně nepočítá, na to jsou počítačové programy.  Ke každému číslu je třeba dopočítat i pravděpodobnost (CI – confidence interval) a směrodatné odchylky od průměru. Aby bylo možno dodat data do programu (např. STATA) a správně interpretovat výsledek, je nutné znát princip.

## PAF princip vyjádřený vzorcem
Populační atributivní frakce (PAF = Population Attributable Fraction)
PAF porovnává skupinu, která onemocněla jen kvůli riziku, s celou populací.
PAF = a1/(a+b+c+d)

## PAF vzorec zveřejněný WHO
Používá se hlavně v případech, kdy rizikový faktor má expozici. Je tedy důležité, jak dlouho působí a v jaké intenzitě. Klasický příklad je kouření, kde je důležité, kolik let a kolik cigaret denně se kouří.
Každá hladina rizika má jiný počet nemocných. Výsledná prevalence rizik je součtem jednotlivých prevalencí. Pokud první měřenou prevalenci rizika nazveme i a poslední n, pak součet všech bude suma od i do n.: Pi+P2+ …+Pn
WHO uvádí tento vzorec pro výpočet PAF
{\displaystyle PAF={\frac {\sum _{i=1}^{n}P_{i}RR_{i}-\sum _{i=1}^{n}P'_{i}RR_{i}}{\sum _{i=1}^{n}P_{i}RR_{i}}}}
Pi  je prevalence rizika u hladiny expozice i, skutečná hodnota
Pi´ je prevalence rizika u hladiny expozice i, kontrafaktuální nebo ideální hladina expozice
RRi je relativní riziko v hladině expozice i
n je počet hladin expozice    
Princip výpočtu je návodem pro programátory, jak vytvářet epidemiologické programy (např. STATA). Epidemiolog jen vyplní obdobu tabulky 2x2, která se díky hladinám expozice případně demografickému členění populace podstatně rozroste.